# Brisure à senestre
Pour les articles homonymes, voir Bend Sinister.
Bend Sinister
Brisure à senestre (en anglais Bend Sinister) est un roman dystopique de Vladimir Nabokov, publié en 1947.

Nabokov explique ce titre emprunté à l'héraldique en le justifiant ainsi : 

« J'avais tenté par le choix de ce titre de suggérer une ligne brisée par la réfraction, une distorsion dans le miroir de l'être, un mauvais détour emprunté par la vie, un monde à « senestre » - sinistre. »

C'est le premier roman que Vladimir Nabokov écrivit en anglais, six ans après être arrivé aux États-Unis, fuyant la France attaquée par les Allemands. Ce roman fut rédigé à l'hiver 1945 et au printemps 1946. Il a pour sujet principal la relation entre un père et son fils, dans une société où un régime totalitaire s'est mis en place. 

## Résumé
Ce roman raconte l'histoire d'Adam Krug, universitaire fasciné par Shakespeare et réputé dans son pays, qui subit tour à tour la mort de sa femme Olga (il reste donc seul avec son fils), puis la mise en place dans son pays d'un régime totalitaire, dirigé par Paduk, sur une doctrine appelée l'ekwilisme, qui prône la normalité de tous les êtres humains. Krug est un ancien camarade de classe de Paduk, qui était alors méprisé et très franchement asocial ; il a souvent humilié Paduk dans leur jeunesse commune. La société dans laquelle vit Krug est très vite déréglée par la mise en place d'un système surprenant, qui entraîne par exemple l'impossibilité de descendre d'un bus si pas plus de trois personnes descendent au même arrêt. Très vite, des amis de Krug sont arrêtés par la police. Le nouveau gouvernement souhaite que Krug se mette à leur service, et fasse l'apologie de leur pouvoir, mais il refuse. Les disparitions continuent donc. Krug entrevoit la possibilité de s'enfuir grâce à l'intervention d'un certain Peter Quist, boutiquier. Ce dernier lui promet de le faire sortir du pays. Mais, deux jours plus tard, Krug est arrêté par la police ekwiliste. La séparation entre Krug et son fils David donne lieu à une scène très pathétique, encadrée par la police ekwiliste, remarquable par son idiotie et l'absurdité de ses propos. Au centre de police, il accepte de lire n'importe quel discours faisant l'apologie de l'ekwilisme si on lui rend son fils. On lui amène un enfant, mais ce n'est pas le fils de Krug ; ce dernier est furieux. On lui apprend ensuite que son fils a été emmené « par erreur » dans un centre pour délinquants, et qu'il a été obligé de faire partie d'une expérience : les "petites personnes" subissent pendant quelques minutes la violence des autres, qui expulsent ainsi leurs instincts, et deviennent normaux le reste du temps. David a été choisi comme « petite personne », l'expérience a mal tourné, il est mort. On lui explique ensuite que c'est un « incident regrettable », mais qu'il doit quand même lire les documents. Krug tente de fuir, refuse de lire les papiers faisant l'apologie de l'ekwilisme, essaie d'étrangler le fonctionnaire qui lui donne ces documents. Alors qu'il est dans son cachot, Paduk lui-même vient lui faire une dernière proposition : la vie de ses amis contre un discours, mais Krug le rejette violemment. À la fin, ses amis qui ont été arrêtés se retrouvent avec lui dans une même salle, pour tenter de le convaincre de sauver leur vie en acceptant les conditions de Paduk, qui est présent lui aussi. Mais, dans son cachot, Krug est devenu complètement fou. Il rit de bon cœur avec ses anciens amis, joue même avec eux, puis tente de se jeter sur Paduk. Il est atteint d'une balle. Il meurt.

## Éditions
- Bend Sinister, New York, Henry Holt, 1947
- Bend Sinister, Londres, Weidenfeld et Nicolson, 1960 édition corrigée par Nabokov, avec une numérotation des chapitres
- Bend Sinister, New York, Time incorporated, 1964 ajout d'une « Introduction »
- Brisure à senestre, traduction de Gérard-Henri Durand, Paris, Julliard, 1978